# Sœurs missionnaires de saint Charles Borromée
Pour les articles homonymes, voir Sœurs de Saint Charles.
Les sœurs missionnaires de saint Charles Borromée (en latin : Congregatio Sororum Missionariarum a Sancte Carolo) sont une congrégation religieuse féminine enseignante et hospitalière de droit pontifical.

## Historique
En 1895, le missionnaire scalabrinien Joseph Marchetti ouvre un orphelinat à São Paulo pour les enfants des émigrés italiens et en confie la gestion à sa sœur Assunta. Le 25 octobre 1895, au palais épiscopal de Plaisance, les quatre premières postulantes font leur profession religieuse entre les mains de Jean-Baptiste Scalabrini (1839-1905).
L'institut devient de droit pontifical par le decretum recognitionis délivré le 19 mai 1934 sous mandat du Saint-Siège, par Benedetto Aloisi Masella, nonce apostolique au Brésil ; ses constitutions religieuses sont approuvées par le pape Pie XII le 7 août 1948. 

## Activités et diffusion
Les scalabriniennes se consacrent à l'enseignement, à l'assistance aux malades, aux personnes âgées et aux orphelins.
Elles sont présentes en : 
- Europe : Albanie, Allemagne, Belgique, Espagne, France, Italie, Pologne, Portugal, Suisse.
- Amérique : Argentine, Bolivie, Brésil, Canada, Colombie, République dominicaine, Équateur, États-Unis, Honduras, Mexique, Paraguay.
- Afrique : Afrique du Sud, Angola, République du Congo, Mozambique.
- Asie : Inde, Philippines.

La maison généralice est à Rome. 
En 2017, la congrégation comptait 613 sœurs dans 132 maisons. 